# Око-1 (спутниковая система)
«Око-1» — функционировавшая в 1996—2014 гг. спутниковая система обнаружения пусков межконтинентальных баллистических ракет. Входила в состав космического эшелона системы предупреждения о ракетном нападении. Включала в себя спутники второго поколения Прогноз 71Х6 (УС-КМО — Унифицированная система контроля морей, океанов) на геостационарной орбите.
Головной разработчик системы — ОАО «Корпорация «Комета», разработчик бортовой аппаратуры обнаружения (БАО) — ГОИ им. С.И.Вавилова и ОАО «НИИТ», разработчик космических аппаратов (КА) — НПО Лавочкина.
КА выводятся на орбиту с помощью ракеты-носителя «Протон-К».
Заменена ЕКС «Купол».

## История разработки
Увеличение числа ракетоопасных районов потребовало обеспечить обнаружение стартов МБР не только с континентальной территории США, как обеспечивалось системой первого поколения («Око» — УС-КС), но и из остальных районов земного шара, регистрируя запуски БРПЛ с морской поверхности. В связи с этим головной разработчик космического эшелона системы предупреждения — ОАО «Корпорация «Комета» приступило к разработке системы второго поколения для обнаружения стартов баллистических ракет с континентов, морей и океанов, которая являлась логическим продолжением системы первого поколения «Око». Её отличительной особенностью, помимо размещения спутника на геостационарной орбите, стало применение вертикального наблюдения за стартом ракет на фоне земной поверхности. Такое решение позволяло не только регистрировать факт пуска ракет, но и определять азимут их полёта.
Развертывание системы УС-КМО началось в феврале 1991, запуском первого космического аппарата второго поколения. В 1996 г. система «Око-1» с КА УС-КМО на геостационарной орбите была принята на вооружение.

## Предназначение и конструкция
В отличие от первого поколения системы («Око»), которая служила только для обнаружения пусков МБР с баз на территории США, УС-KMO также позволяла зарегистрировать запуски БРПЛ с морской поверхности. Для этого они обладали инфракрасным телескопом с зеркалом диаметром 1 м и солнечным защитным экраном размером 4,5 м.
Полная группировка спутников должна была включать до семи спутников на геостационарных орбитах, и около четырех спутников на высоких эллиптических орбитах. Все спутники обладали способностью обнаружения запусков баллистических ракет против фона земной поверхности и облачного покрова.

## Спутники
Всего было запущено 8 аппаратов УС-КМО, первый из которых стартовал 14 февраля 1991 г. Космические аппараты УС-КМО запускались с помощью  РН «Протон-К» с РБ «ДМ-2».
Запуск последнего аппарата УС-КМО состоялся 30 марта 2012 года с площадки 81П (ПУ № 24) космодрома «Байконур» с помощью последней из оставшихся РН «Протон-К» с последним РБ «ДМ-2».
Однако, как стало известно в апреле 2014, МО РФ лишилось последнего спутника системы «Око-1», отработавшего из-за возникших неполадок только два года вместо планируемых пяти-семи. 
Остававшиеся на орбите два 73Д6 могли работать лишь по несколько часов в сутки. К началу января 2015 года из строя вышли и они.
| Название позиции | Долгота | Центр управления | Спутники                                                        |
| ---------------- | ------- | ---------------- | --------------------------------------------------------------- |
| Прогноз-1        | 24°W    | Серпухов-15      | Космос 2379, Космос 2282, Космос 2224, Космос 2133              |
| Прогноз-2        | 12°E    | Серпухов-15      | Космос 2224, Космос 2133                                        |
| Прогноз-3        | 35°E    | Серпухов-15      | Космос 2133                                                     |
| Прогноз-4        | 80°E    | Серпухов-15      | Космос 2379, Космос 2350, Космос 2133, Космос 2440, Космос 2479 |
| Прогноз-5        | 130°E   | Пивань-1?        |                                                                 |
| Прогноз-6        | 166°E   | Пивань-1?        |                                                                 |
| Прогноз-7        | 159°W   | Пивань-1?        |                                                                 |

| Спутник     | NSSDC ID                                     | Номер по спутниковому каталогу                            | Изделие | Дата запуска    | Приблизительная дата окончания срока службы | Приблизительный срок службы |
| ----------- | -------------------------------------------- | --------------------------------------------------------- | ------- | --------------- | ------------------------------------------- | --------------------------- |
| Космос-2133 | 1991-010A Архивировано 12 декабря 2012 года. | 21111 Архивная копия от 11 мая 2012 на Wayback Machine    | 7120    | 14 февраля 1991 | 09 ноября 1995                              | 4 года 9 месяцев            |
| Космос-2224 | 1992-088A Архивировано 13 декабря 2012 года. | 22269 Архивная копия от 11 мая 2012 на Wayback Machine    | 7121    | 17 декабря 1992 | 17 июня 1999                                | 6 лет 6 месяцев             |
| Космос-2282 | 1994-038A Архивировано 12 декабря 2012 года. | 23168 Архивная копия от 11 января 2012 на Wayback Machine | 7123    | 6 июля 1994     | 29 декабря 1995                             | 1 год 5 месяцев             |
| Космос-2350 | 1998-025A Архивировано 12 декабря 2012 года. | 25315 Архивная копия от 11 мая 2012 на Wayback Machine    | 7122    | 29 апреля 1998  | 29 июня 1998                                | 2 месяца                    |
| Космос-2379 | 2001-037A                                    | 26892 Архивная копия от 11 мая 2012 на Wayback Machine    | 7124    | 24 августа 2001 | август 2009                                 | 8 лет                       |
| Космос-2397 | 2003-015A                                    | 27775 Архивная копия от 11 мая 2012 на Wayback Machine    | 7126    | 24 апреля 2003  | июнь 2003                                   | 2 месяца                    |
| Космос-2430 |                                              | NORAD 32268                                               |         | 23 октября 2007 | 5 января 2019                               |                             |
| Космос-2440 | 2008-033A                                    | 33108 Архивная копия от 11 мая 2012 на Wayback Machine    | 7127    | 26 июня 2008    | февраль 2010                                | 1 год 4 месяца              |
| Космос-2446 | 2008-062A                                    | 33447                                                     |         | 2 декабря 2008  | 2012                                        |                             |
| Космос-2479 | 2012-012A Архивировано 13 декабря 2012 года. | 38101 Архивная копия от 18 апреля 2012 на Wayback Machine | 7128    | 30 марта 2012   | апрель 2014                                 | Около 2 лет                 |